# Delta Volge
Delta Volge je največja rečna delta v Evropi in se pojavlja tam, kjer se največji evropski rečni sistem, reka Volga, izliva v Kaspijsko jezero v ruski Astrahanski oblasti, severovzhodno od republike Kalmikije. Delta je v Kaspijski depresiji - skrajni vzhodni del delte leži v Kazahstanu. Delta se izliva v Kaspijsko jezero približno 60 km dolvodno od mesta Astrahan.
Delta Volge se je v 20. stoletju močno povečala zaradi sprememb v gladini Kaspijskega jezera. Leta 1880 je delta obsegala 3222 km². Danes delta Volge pokriva površino 27.224 km² in ima približno 160 km v premer. Ima klasičen delta vzorec. Leži v sušnem podnebnem območju, za katerega je značilno zelo malo padavin. Regija prejme manj kot 30 mm padavin januarja in julija v običajnih letih. Močni vetrovi pogosto prehajajo čez delto in tvorijo linearne sipine. Ob sprednjem delu delte so blatne peščene plitvine, blatno in bregove iz lupinastih apnencev.

## Tri cone
Sprememba gladine Kaspijskega jezera je povzročila tri ločena območja v delti.
Višja območja prve cone so znana kot Baerove gomile, poimenovane po raziskovalcu Karlu Ernstu von Baeru (1792 – 1876), ki je delal v tej regiji. Ti nasipi so linearni grebeni ilovnatega peska, visoki od 5 do 22 m (v povprečju približno 8 m) in dolgi od 400 m do 10 km. Med Baerovimi nasipi so vdolbine, ki se napolnijo z vodo in postanejo bodisi sveži ali slani zalivi; višina od dna depresije do vrha sosednje gomile se giblje od 10 do 15 metrov. Te depresije, imenovane ilmens (iz ruščine preko finščine, majhno jezero, kot v primeru ruskega Ilmenskega jezera), so bile nekoč del zgodnje, zelo globoke rečne delte, vendar so se postopoma od nje ločile. Zaradi svoje izoliranosti od sladkih voda Volge postajajo vse bolj slane. Skupaj tvorijo »ogromno (več kot 300 kvadratnih kilometrov) in izjemno raznoliko območje zahodnih substepskih ilmenov (WSI)«, ki zaradi različnih stopenj vlažnosti in zasoljenosti hranijo bogastvo flore in favne. O izvoru teh gomil in ilmenov se še vedno razpravlja: zgodnja domneva, da so nastale z eolskim (vetrnim) delovanjem, je zdaj diskreditirana, zdaj pa naj bi nastali bodisi pod vodo bodisi skozi rečni tok.
Drugo območje, v sami delti, ima na splošno zelo nizek relief (običajno manj kot en meter) in je mesto aktivnih in zapuščenih vodnih kanalov, majhnih sipin in alg.
Tretja cona je sestavljena iz široke planote, ki se razteza do 60 km od obale, in je podmorski del delte.

## Živalstvo
Delta je zaščitena že od začetka 1900-ih, leta 1919 je bil tam ustanovljen eden prvih ruskih naravnih rezervatov (Astrahanski naravni rezervat). Velik del njene lokalne favne velja za ogroženo. Delta je glavno pristajalno območje za številne vrste vodnih ptic, ujed in pevk. Čeprav je delta najbolj znana po jesetrih, so v območju delte v velikem številu tudi somi in krapi. Lotos je bil sprejet kot motiv državne zastave sosednje Kalmikije, saj je v njihovih budističnih verovanjih cenjen simbol – so edino evropsko ljudstvo mongolskega (oiratskega) porekla.

## Zaščita in uničenje
Industrijska in kmetijska sprememba ravnice delte je povzročila znatno izgubo mokrišč. Med letoma 1984 in 2001 je delta izgubila 277 km² mokrišč ali povprečno približno 16 km² na leto zaradi naravnih vzrokov in vzrokov, ki jih povzroča človek. Volga odvaja velike količine industrijskih odpadkov in usedlin v relativno plitvi severni del Kaspijskega jezera. Dodana gnojila hranijo cvetove alg, ki rastejo na površini morja, kar jim omogoča, da se razraščajo.